# Ansitzeinrichtung

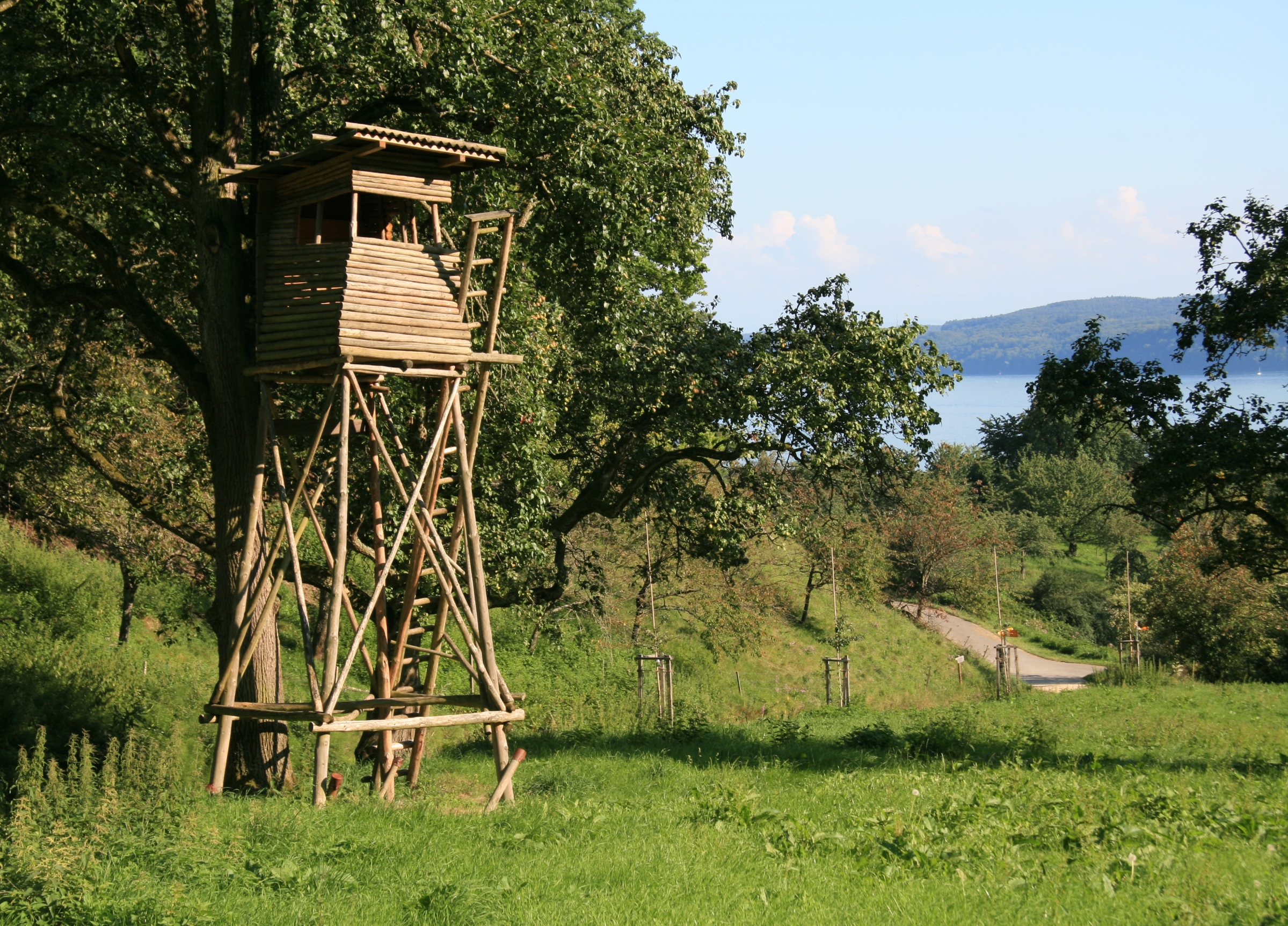
Überdachter Hochsitz

Bei einer Ansitzeinrichtung handelt es sich um eine Jagdeinrichtung für die Ansitzjagd, die je nach Bauform (etwa als Hochsitz oder ebenerdiger Ansitzschirm) zusätzliche Vorzüge wie Deckung und Witterungsschutz bietet. Ansitzeinrichtungen werden typischerweise im Auftrag und auf Kosten des jeweiligen Jagdausübungsberechtigten (z. B. des Jagdpächters) oder des Grundeigentümers errichtet.

## Zweck

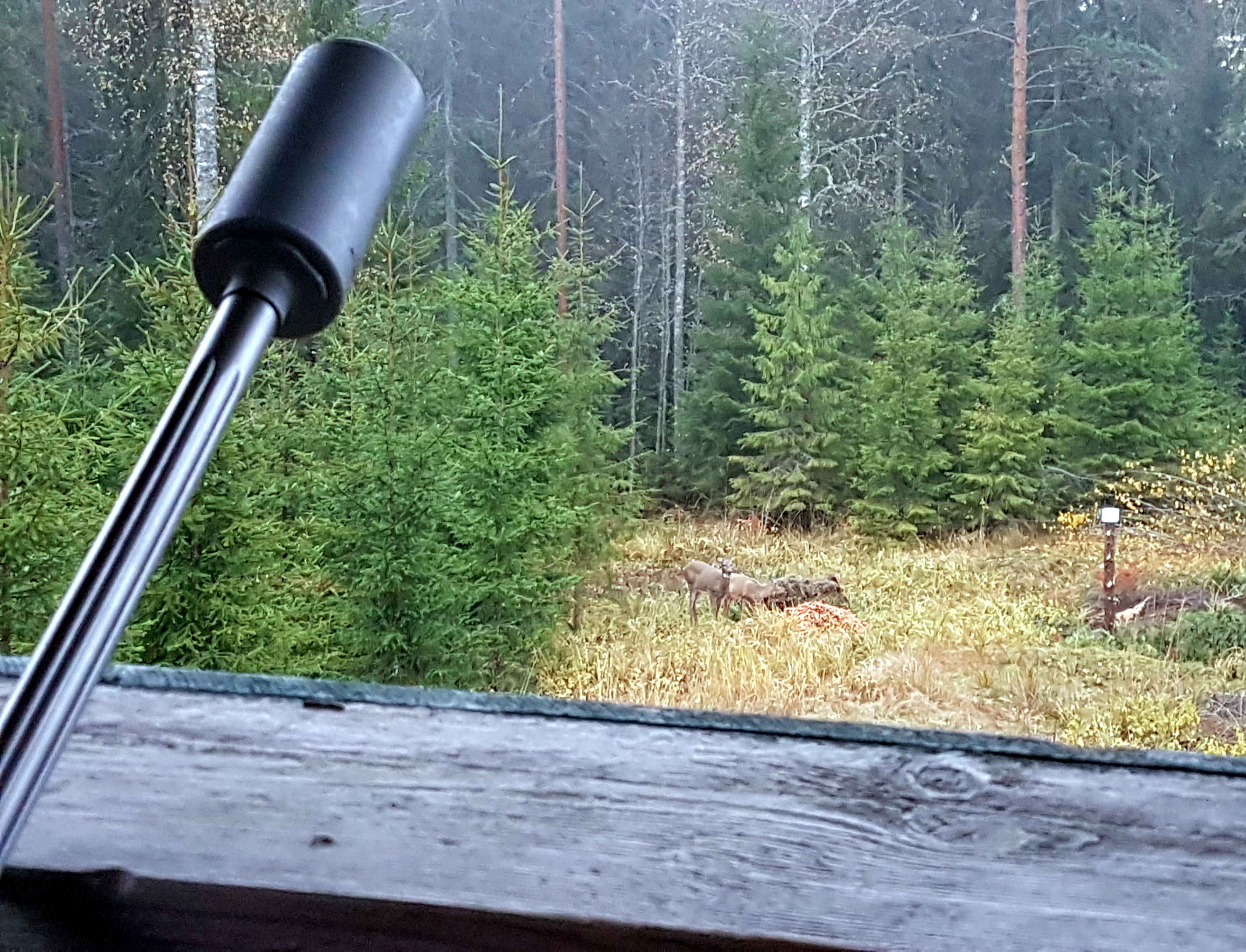
Blick vom Hochsitz auf zwei Rehe. Links ein Gewehrlauf mit aufgesetztem Schalldämpfer

Ansitzeinrichtungen dienen dem Jäger als Ansitzplatz für die Jagdausübung und bieten je nach Bauform zusätzliche Deckung und Witterungsschutz. Sie ermöglichen ein sicheres Erkennen und Beurteilen des Wildes (Ansprechen) sowie sicheres Schießen. Beim Errichten und bei der Benutzung von Ansitzeinrichtungen spielen sowohl jagdliche Überlegungen (zum Beispiel die Hauptwindrichtung) als auch sicherheitstechnische Aspekte (wie Unfallverhütungsvorschriften) eine Rolle.
Bei Hochsitzen sowie an erhöhter Stelle im Gelände stehenden, ebenerdigen Ansitzschirmen kann der Erdboden durch den sich dadurch ergebenden, spitzeren Winkel der Flugbahn als natürlicher Kugelfang für Geschosse dienen, die ihr Ziel durchschlagen oder verfehlen. Zudem kann die Jagdwaffe beim Anlegen auf das Wild aufgestützt oder angelehnt werden.  Ein ausreichend hoher Hochsitz kann auch dafür sorgen, dass der Jäger „über dem Wind“ sitzt und sein Geruch somit vom Wild nicht mehr wahrgenommen wird.

## Bauweise
Abhängig von der Art ihrer baulichen Ausführung (Hochsitz versus Erdsitz) sowie nach ihrem Verwendungszweck (für die Ansitzjagd oder Drückjagd) können Ansitzeinrichtungen in verschiedene Typen unterschieden werden. Die Bezeichnungen einzelner Bautypen sind dabei nicht immer vollkommen trennscharf und unterscheiden sich auch regional.

### Hochsitz
- Leitersitze (auch Baumleiter; einfache, teils überdachte Leitern mit Sitzgelegenheit, oft angelehnt an Bäume, teils überdacht),
- Hochsitze (freistehende Bauweise mit Seitenverblendung, oft mit Dach),
- Kanzeln (halboffene und völlig geschlossene Hochsitze mit Seitenverblendung und Überdachung),
- mobile Ansitze (durch Aufbau auf Anhängern oder durch Räder ortsveränderlich),
- Klettersitze (tragbare Sitzgestelle, mit denen ein Jäger an Baumstämmen hinaufklettern kann),
- Drückjagdböcke (einfache, relativ niedrige Hochstände ohne Überdachung, die dem stehenden Schützen bei Drückjagden Bewegungsfreiheit für Schüsse in alle Richtungen lassen).

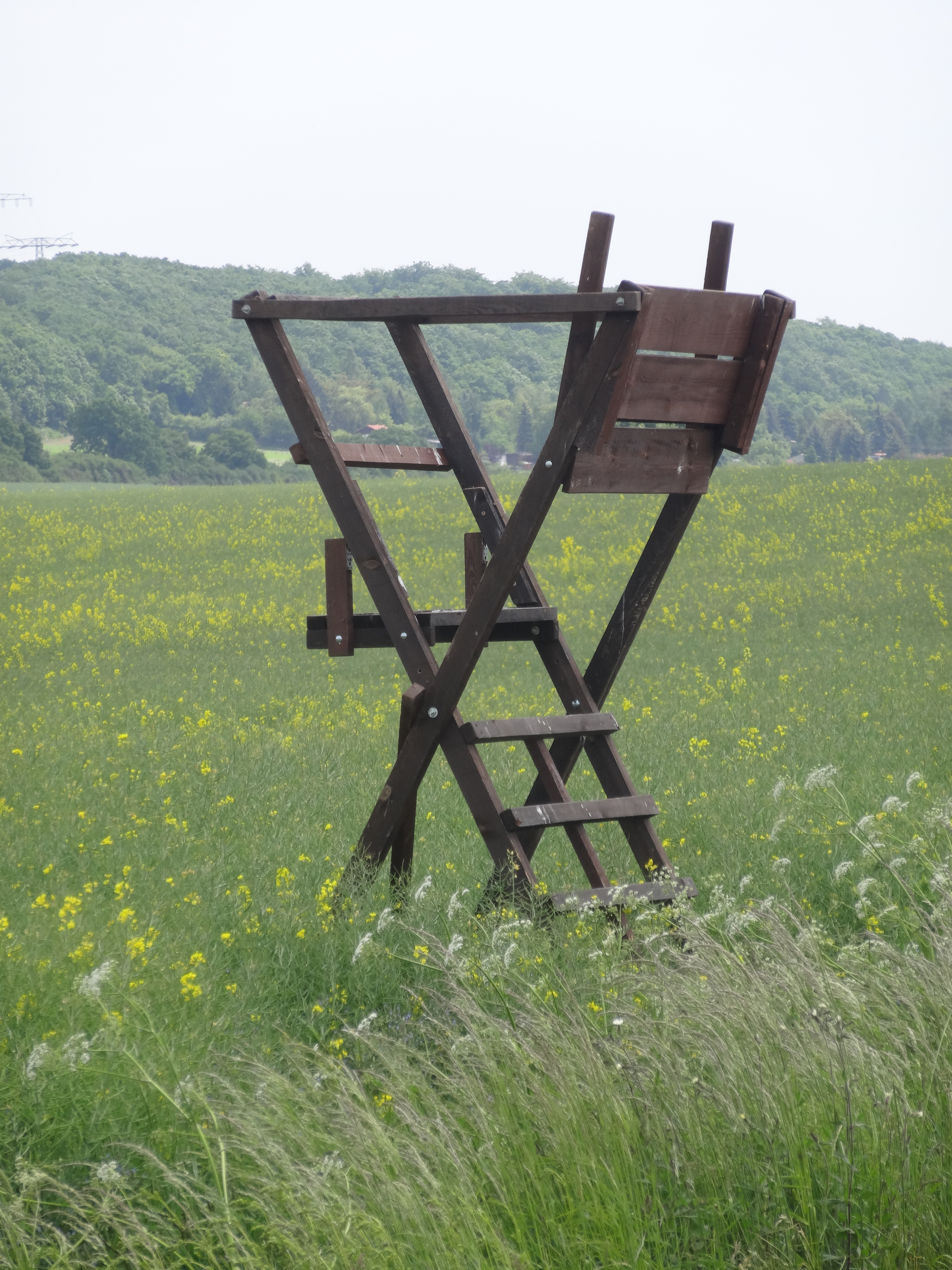
Scherensitz oder auch Scherenleiter
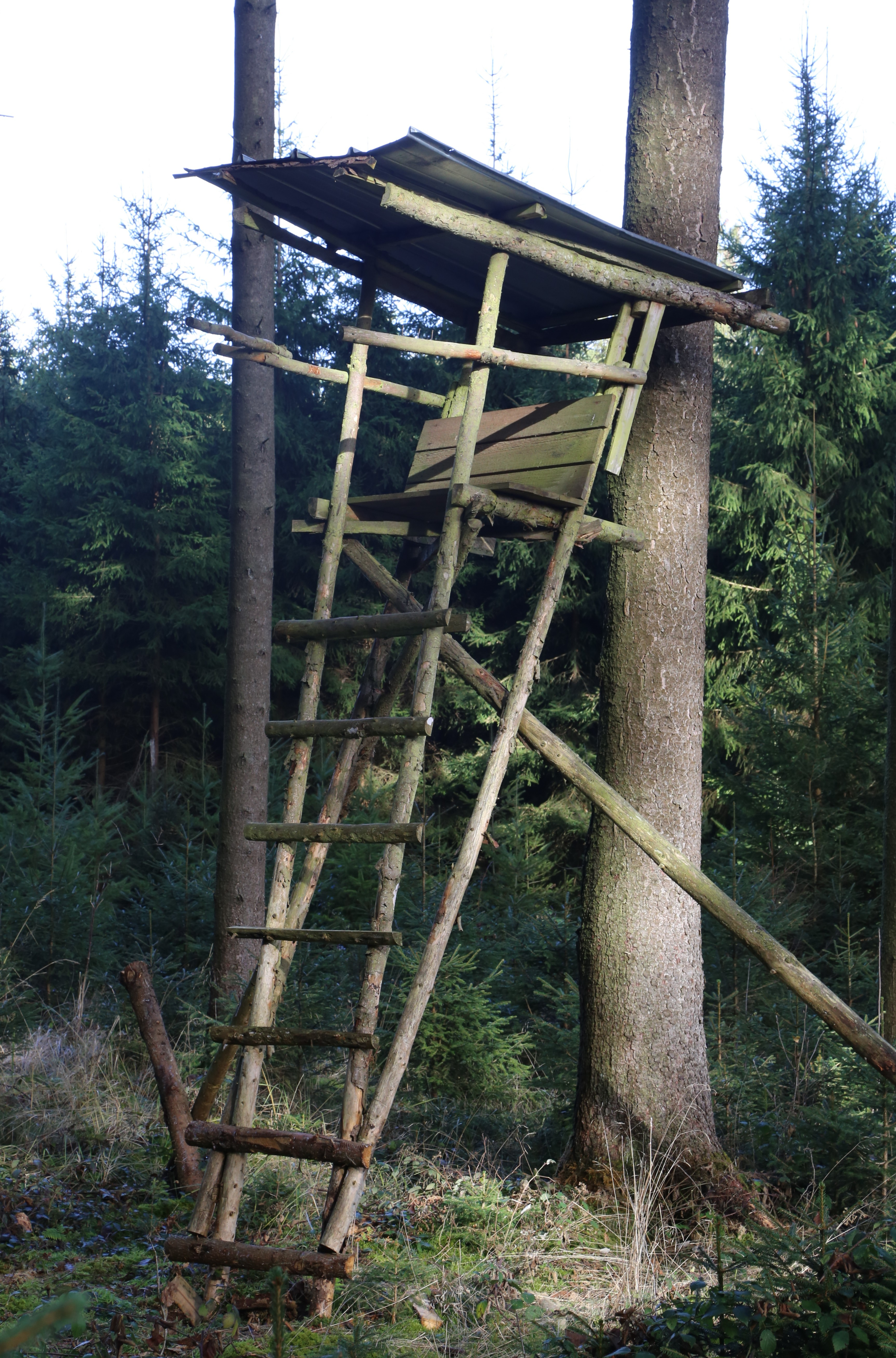
Überdachter Leitersitz, angelehnt an einen Baum
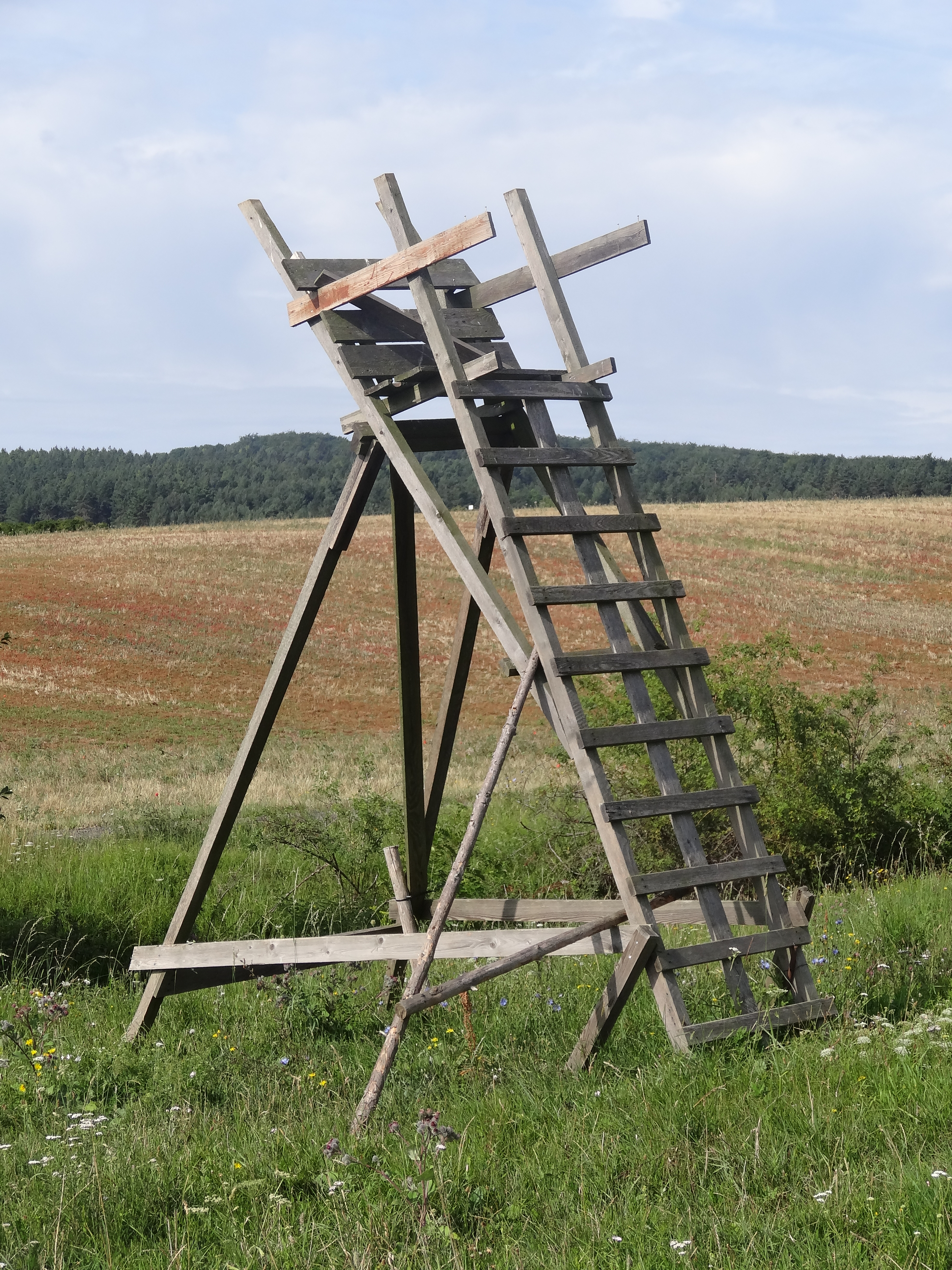
Freistehender Leitersitz
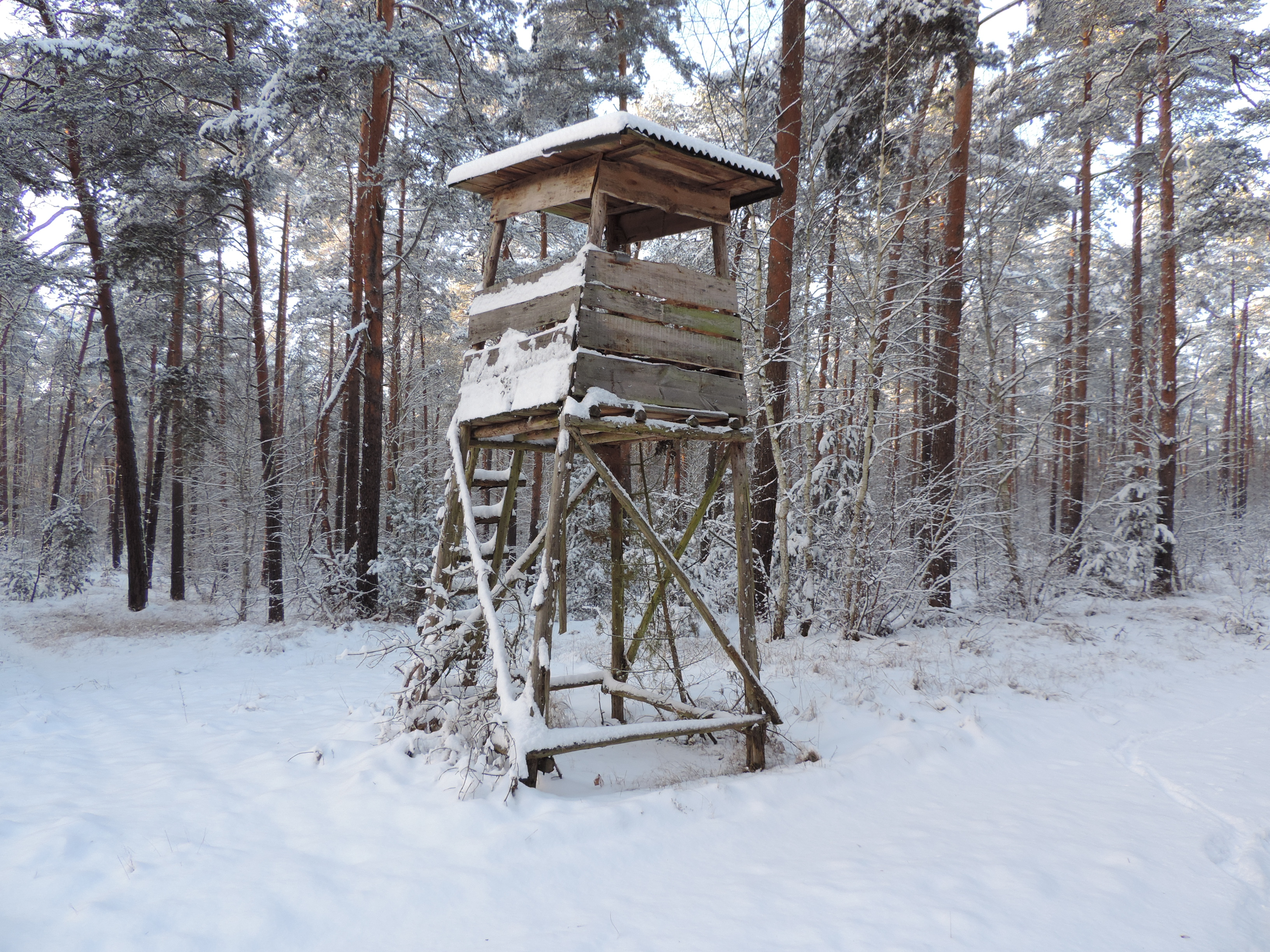
Offene Kanzel mit Überdachung
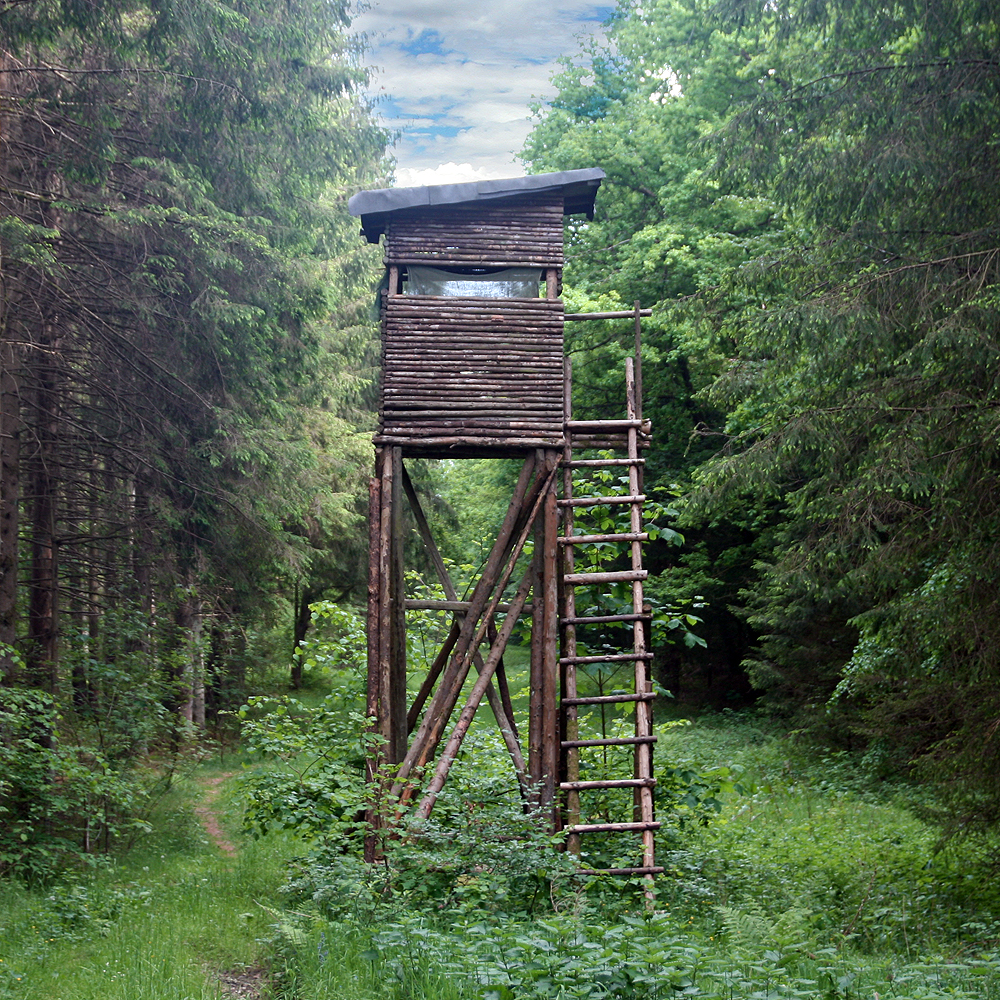
Geschlossene Kanzel
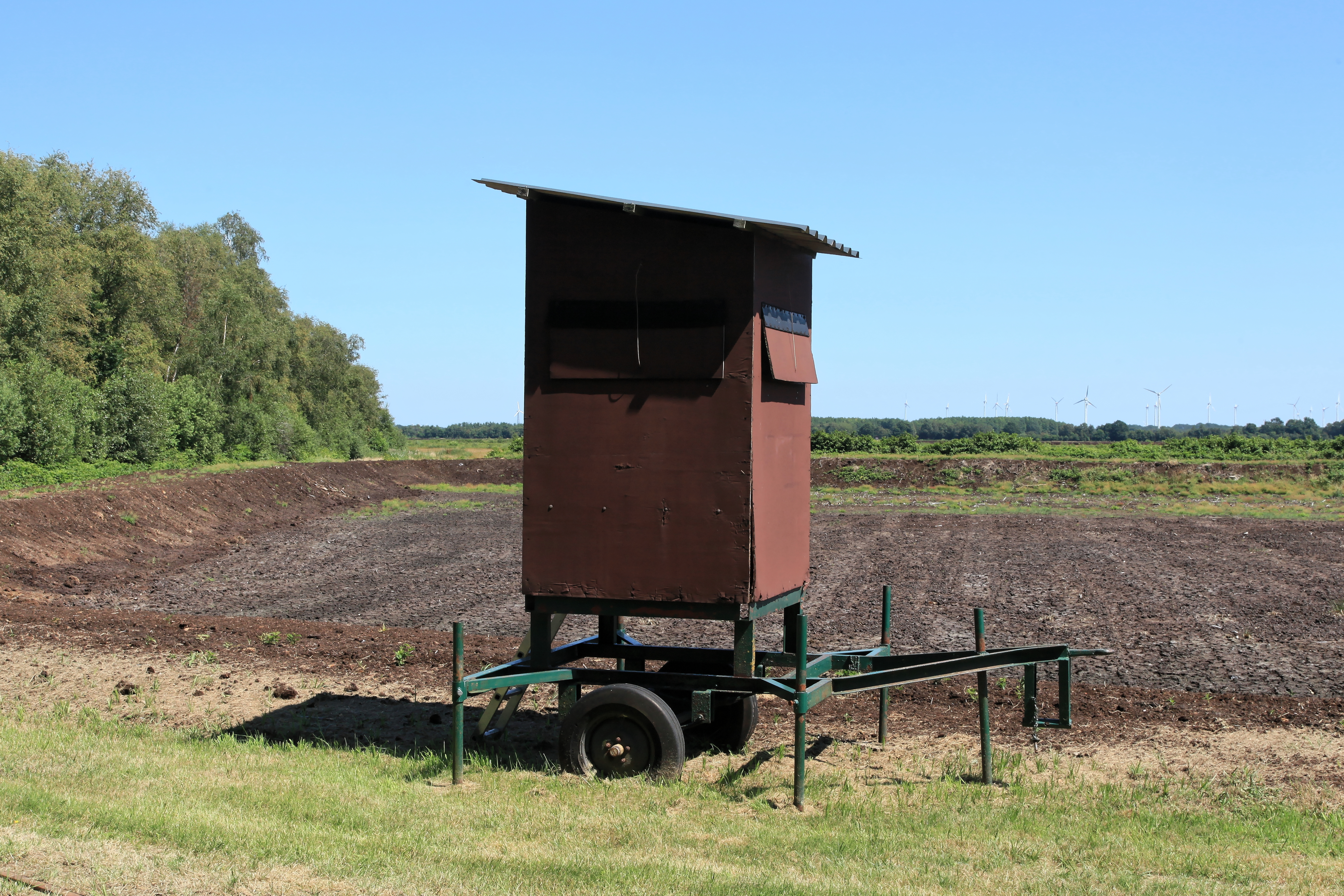
Mobile, geschlossene Kanzel
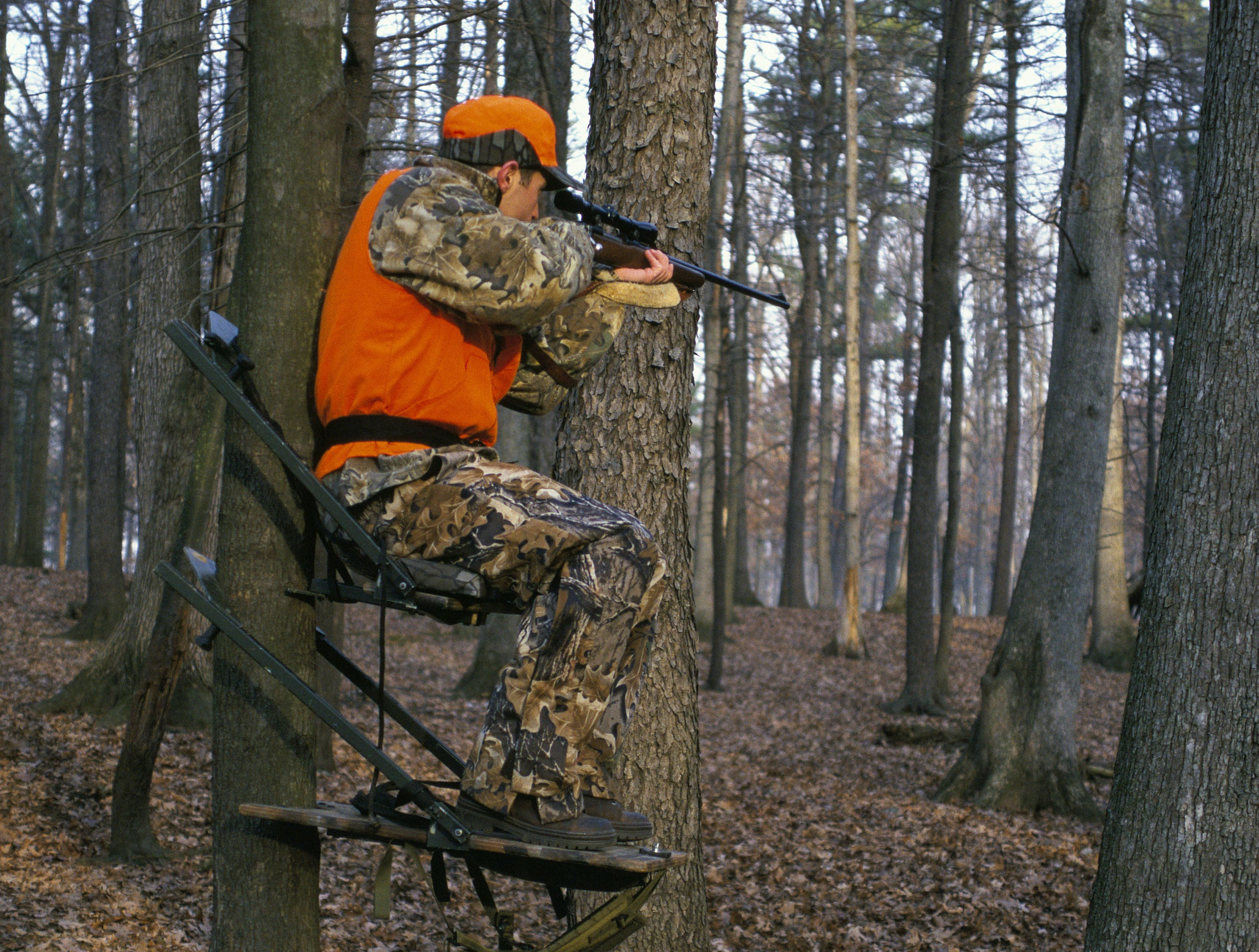
Klettersitz
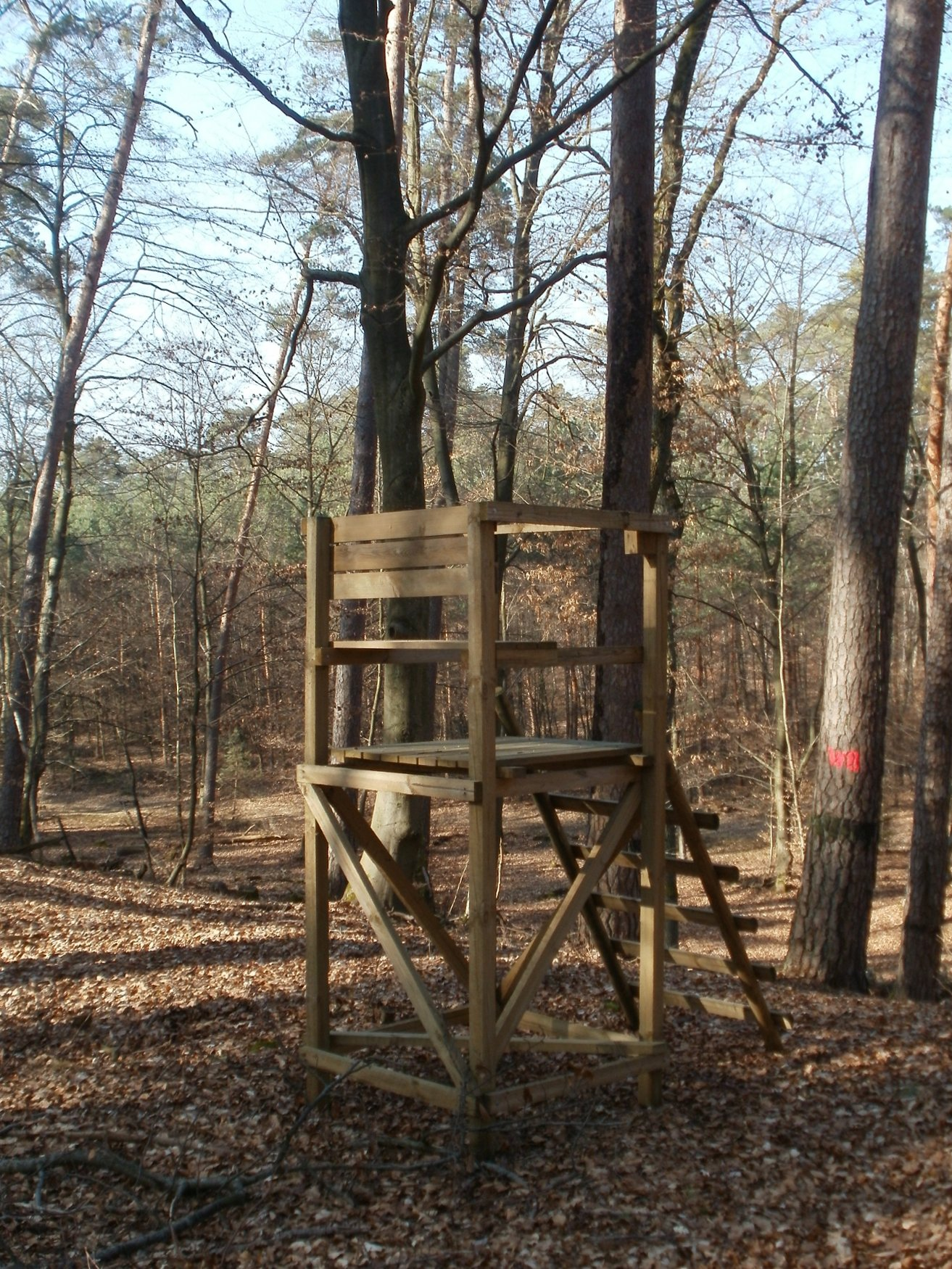
Drückjagdbock

### Erdsitz
- ebenerdige Erdsitze bzw. Kanzeln (teils halboffene, teils geschlossene und mit Überdachung versehene Ansitzeinrichtungen)
- tragbare Ansitz- bzw. Jagdschirme (aus unterschiedlichen Materialien gefertigter Sichtschutz, für besonders gute Tarnwirkung teils verspiegelt)

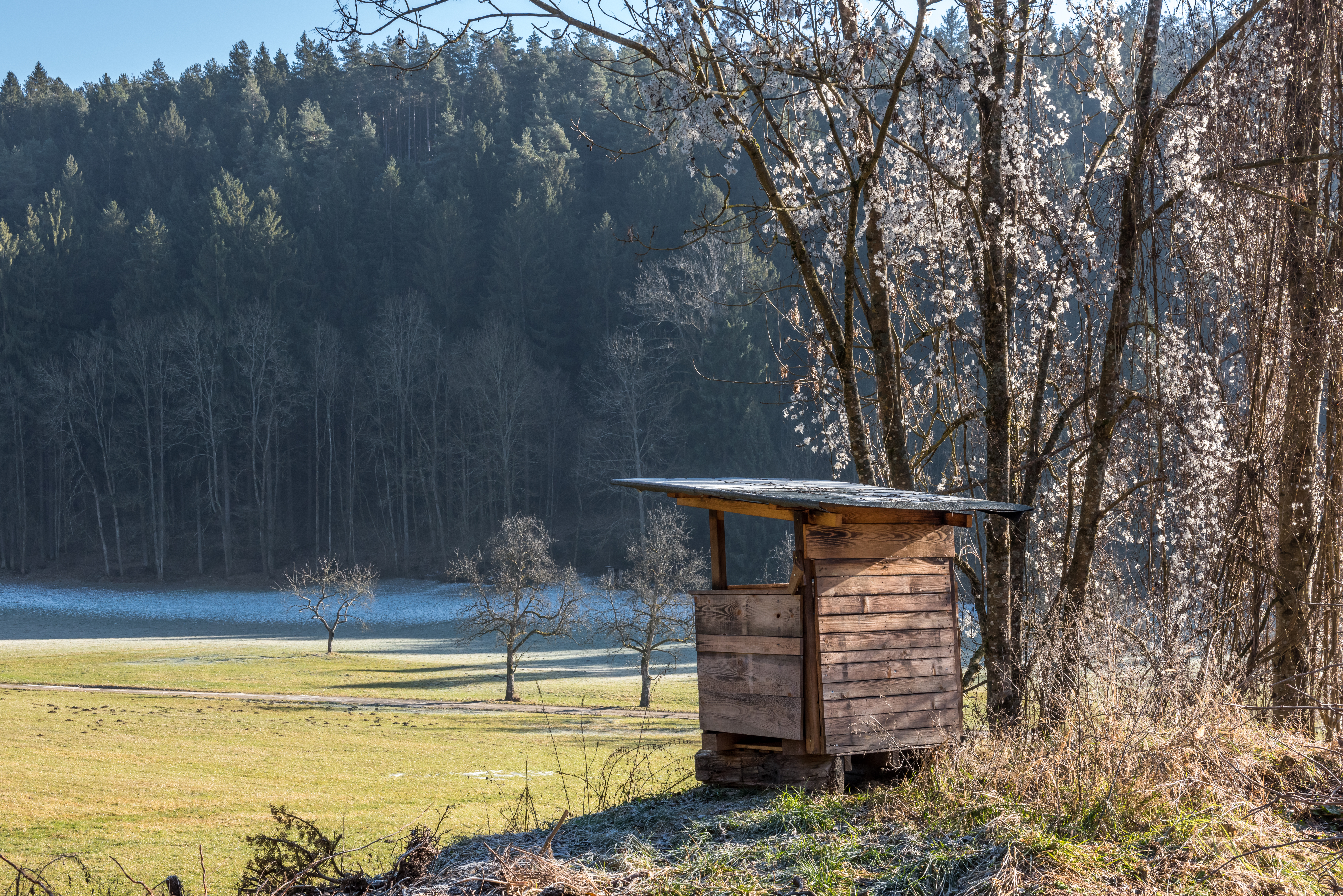
Überdachter Erdsitz
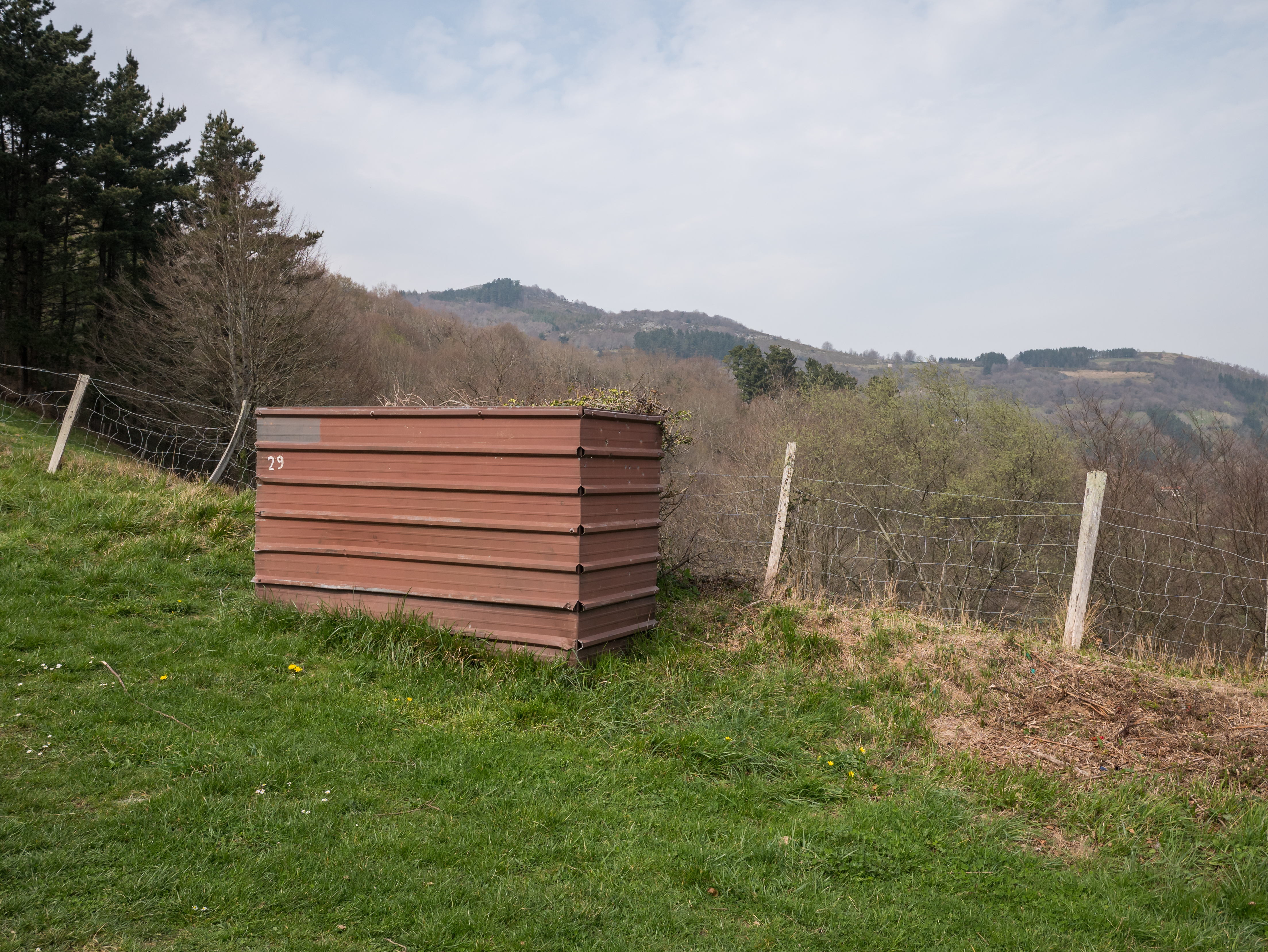
Halboffener Jagdschirm für die Wildtaubenjagd
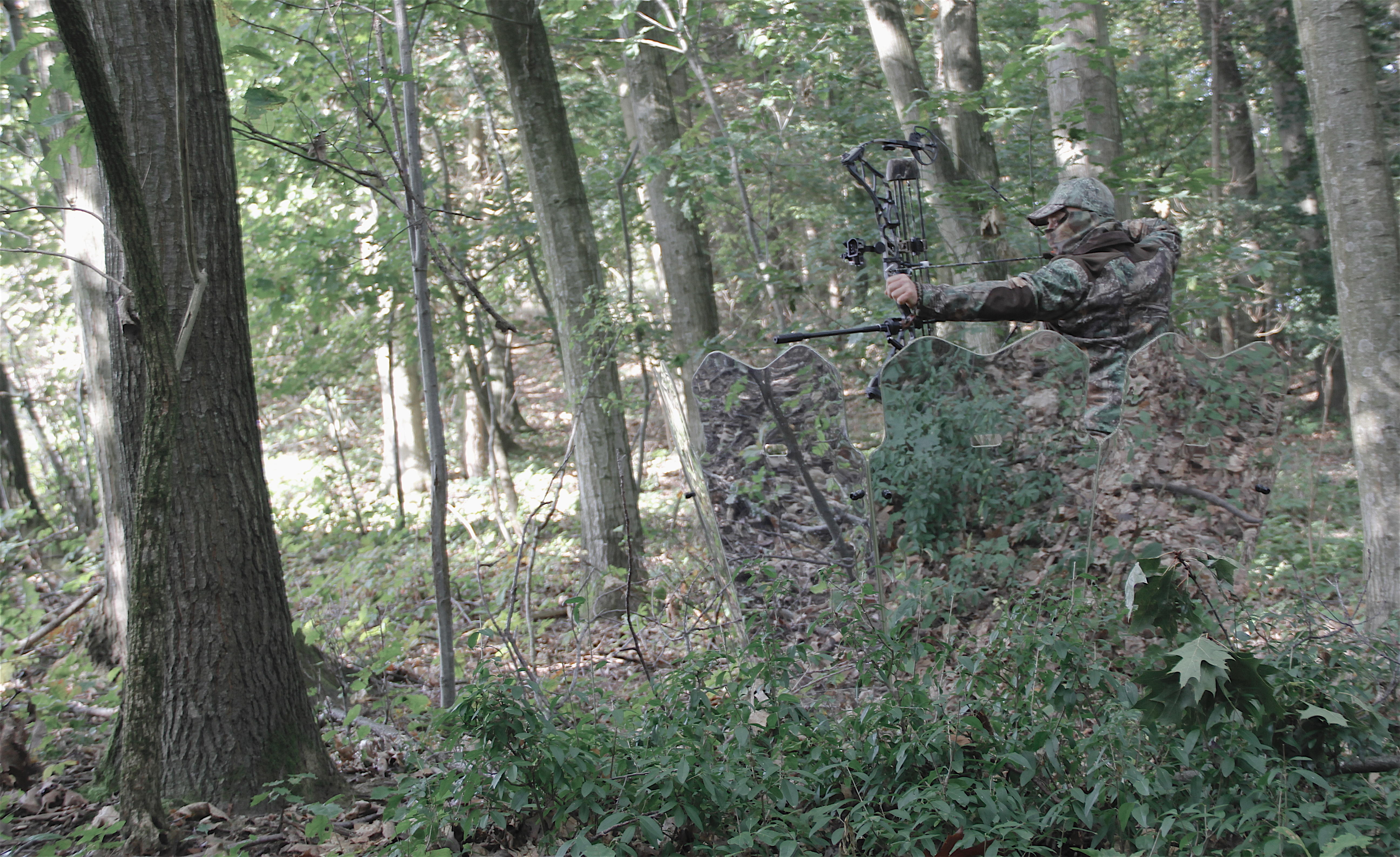
Verspiegelter Ansitzschirm für die Bogenjagd
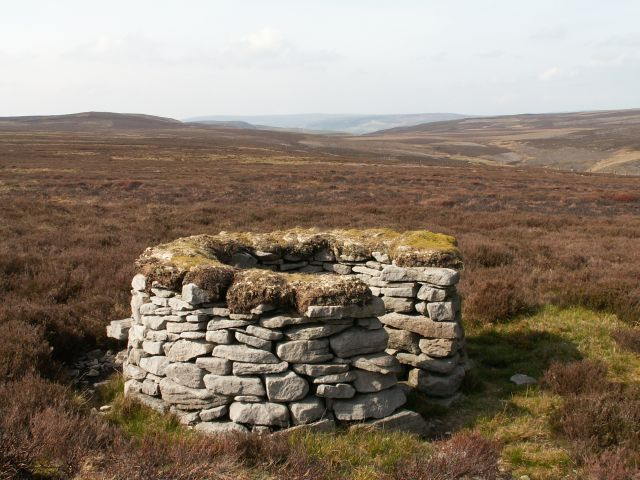
Gemauerter Jagdschirm (englisch grouse butt) für die Treibjagd auf das Schottische Moorschneehuhn
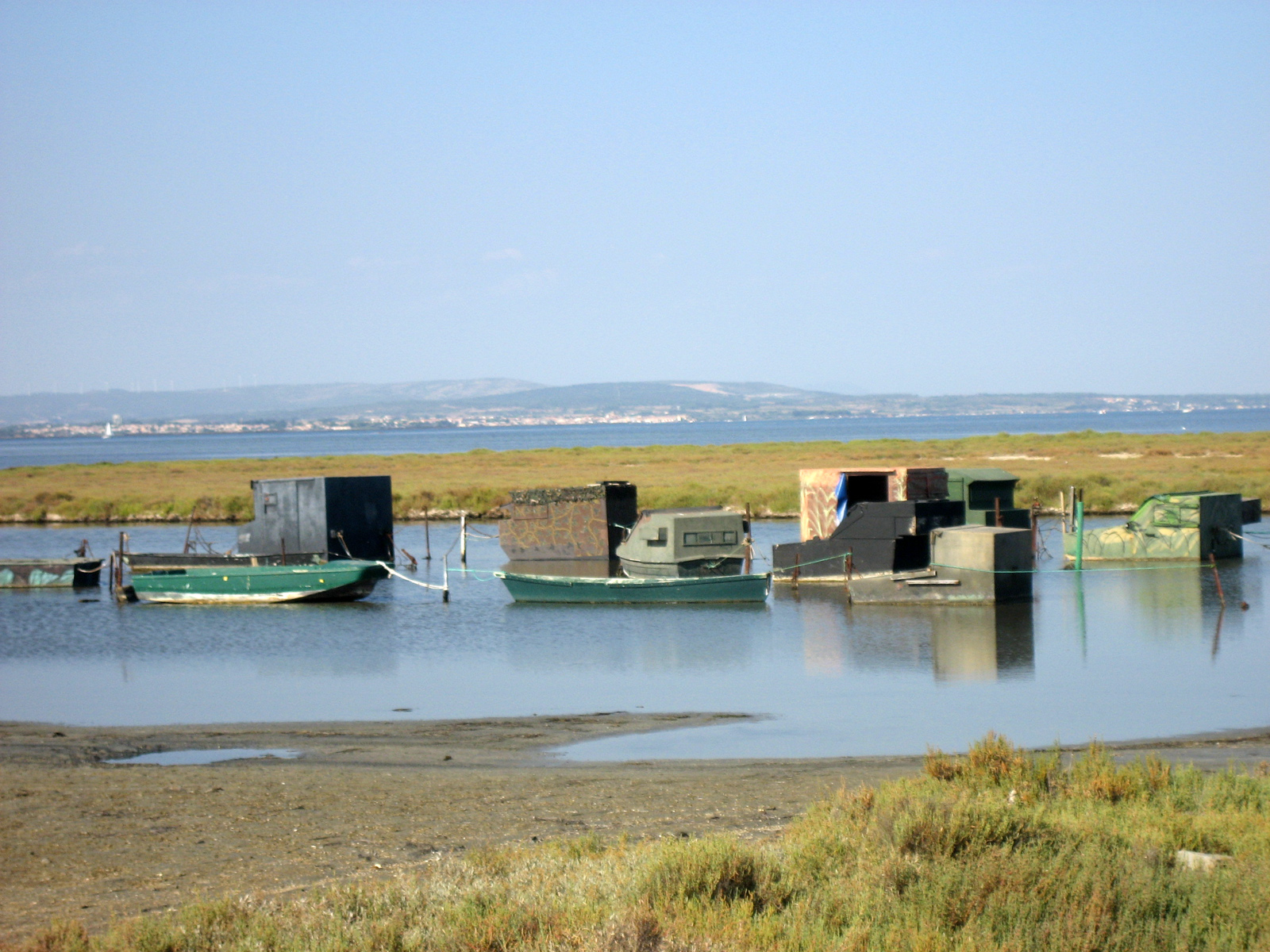
Schwimmende Jagdschirme für die Entenjagd in Frankreich
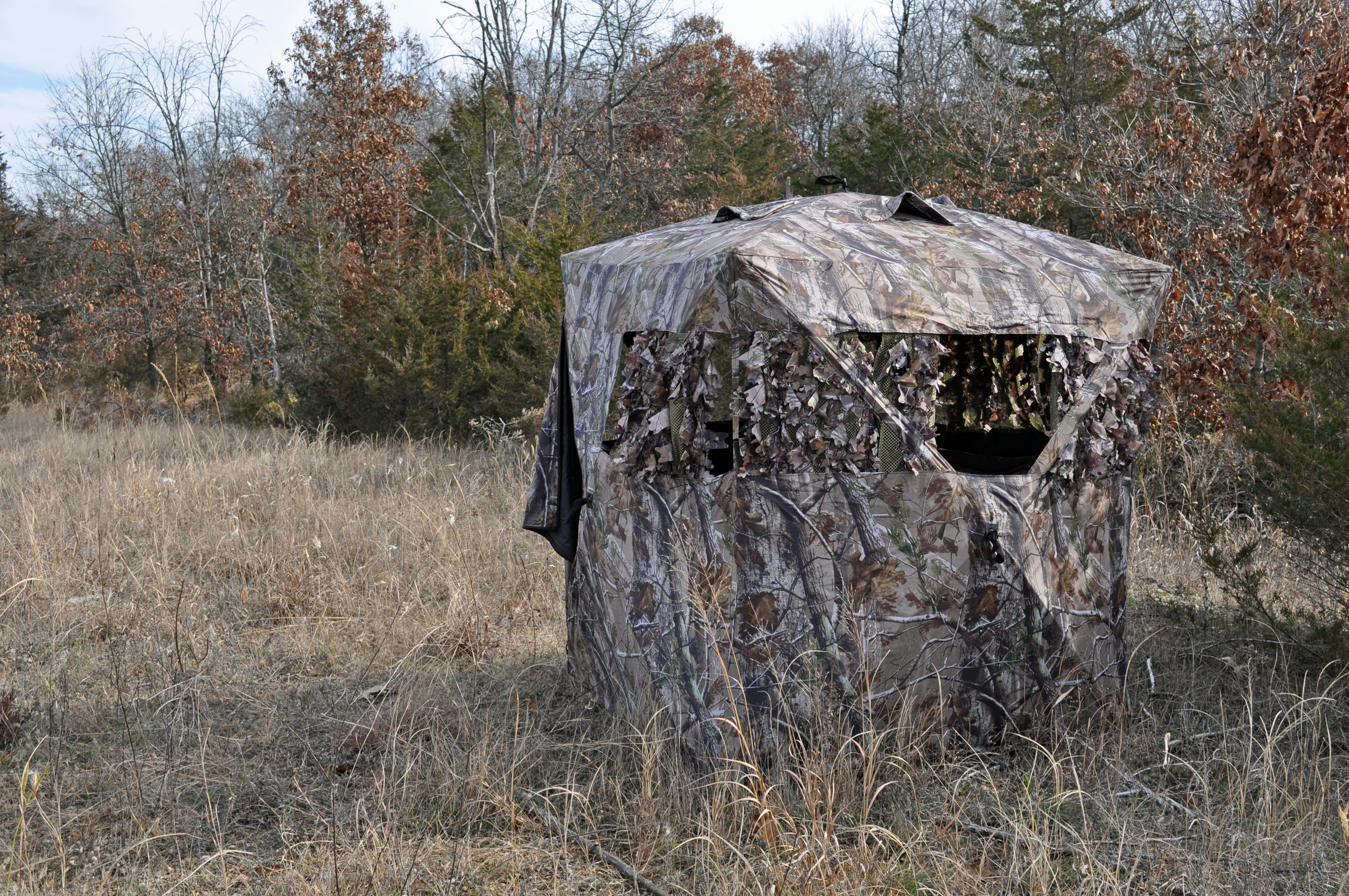
Mobiler Jagdschirm mit Tarndruck
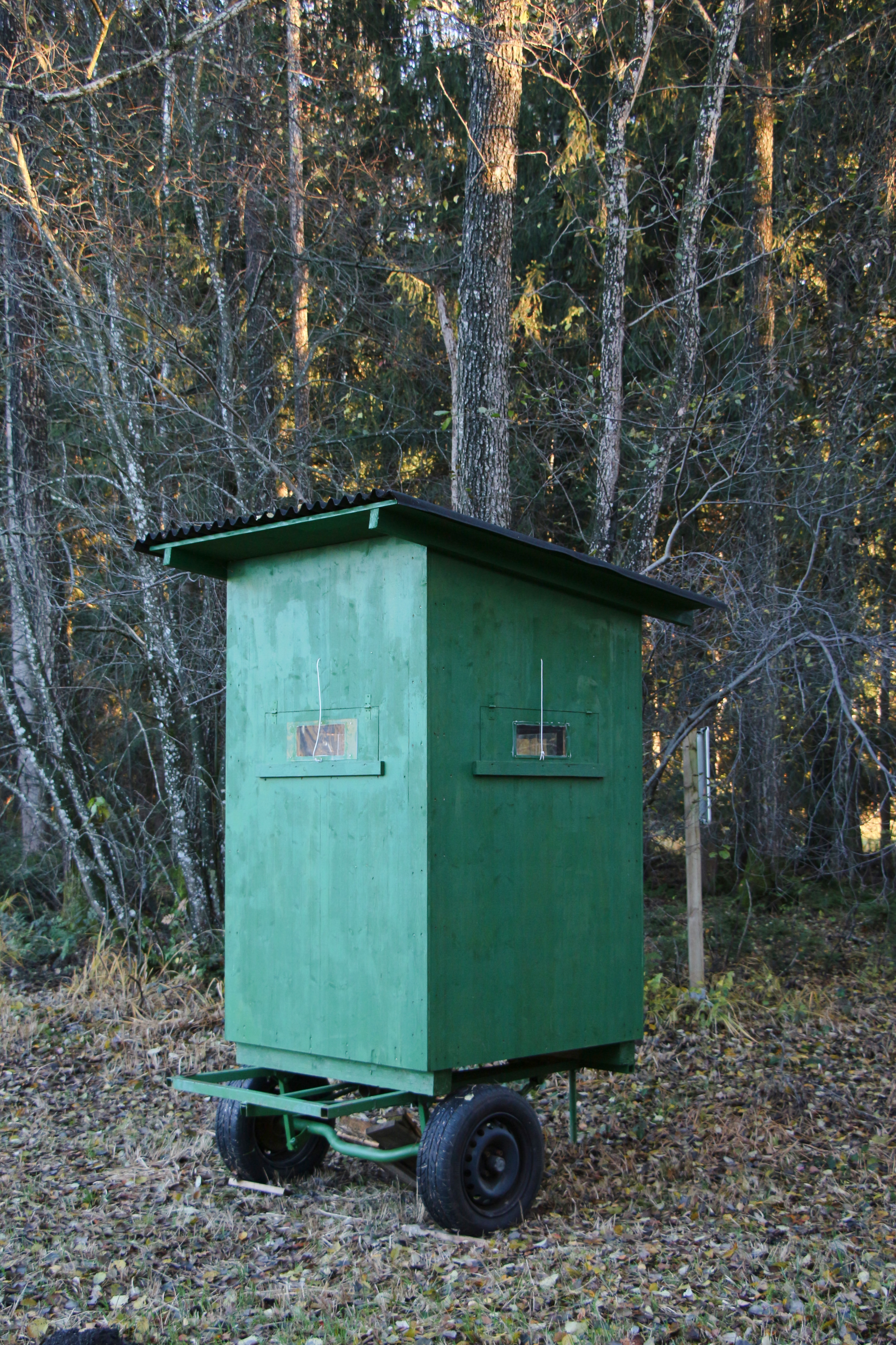
Mobile, ebenerdige Jagdkanzel
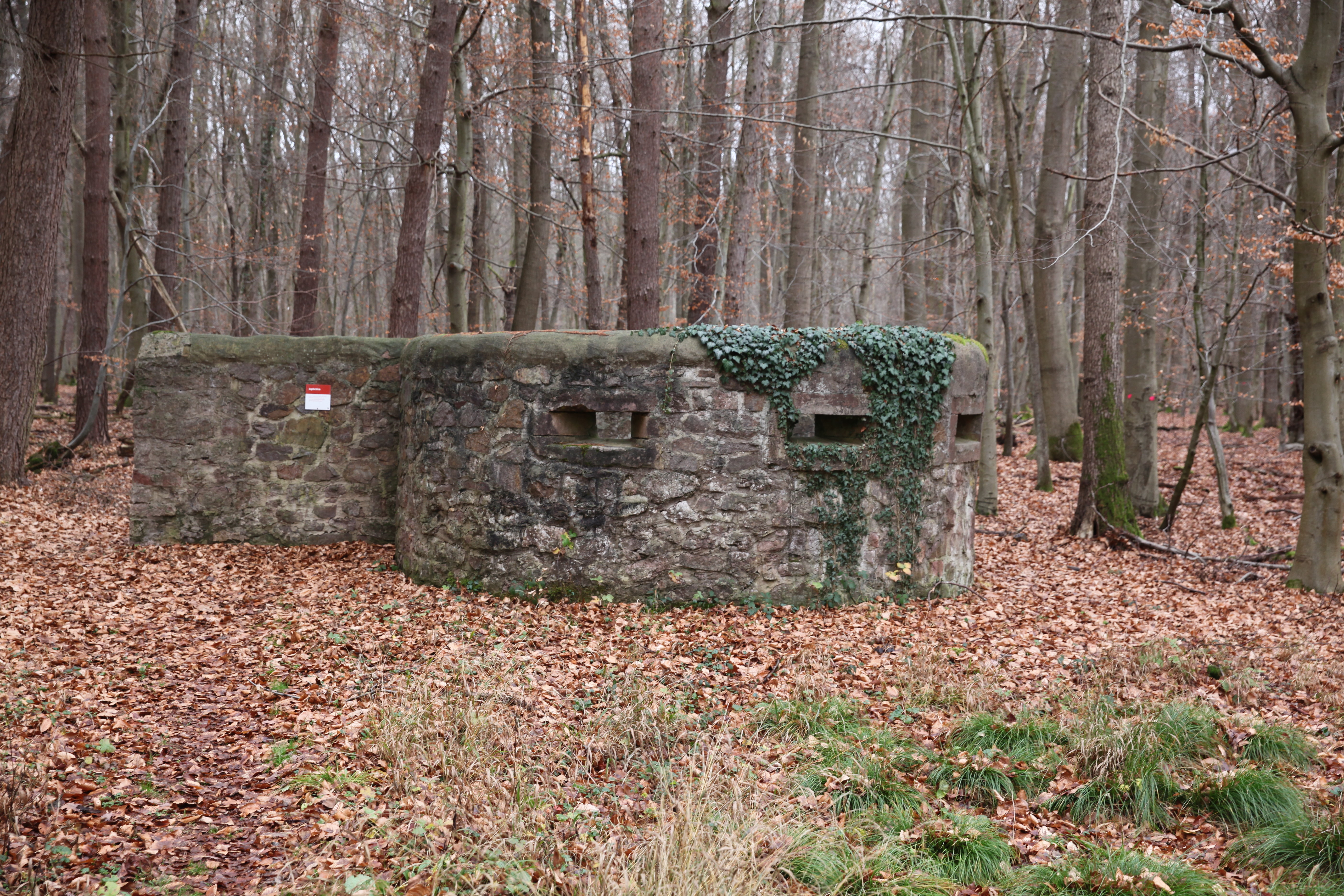
Historischer Jagdschirm an der Kernschneise nahe dem Jagdschloss Kranichstein

## Geschichte
Aus der Feudalzeit, insbesondere aus der Zeit des Absolutismus, sind in fürstlichen Jagdparks gemauerte Jagdschirme erhalten, die mit Schießscharten versehen sind und durch ihre massive Bauweise nicht nur Sichtschutz, sondern auch Schutz vor angreifendem Wild (z. B. Wildschweinen) boten, so etwa in der Jagdanlage Rieseneck und im Umfeld des Jagdschlosses Kranichstein.

## Vandalismus

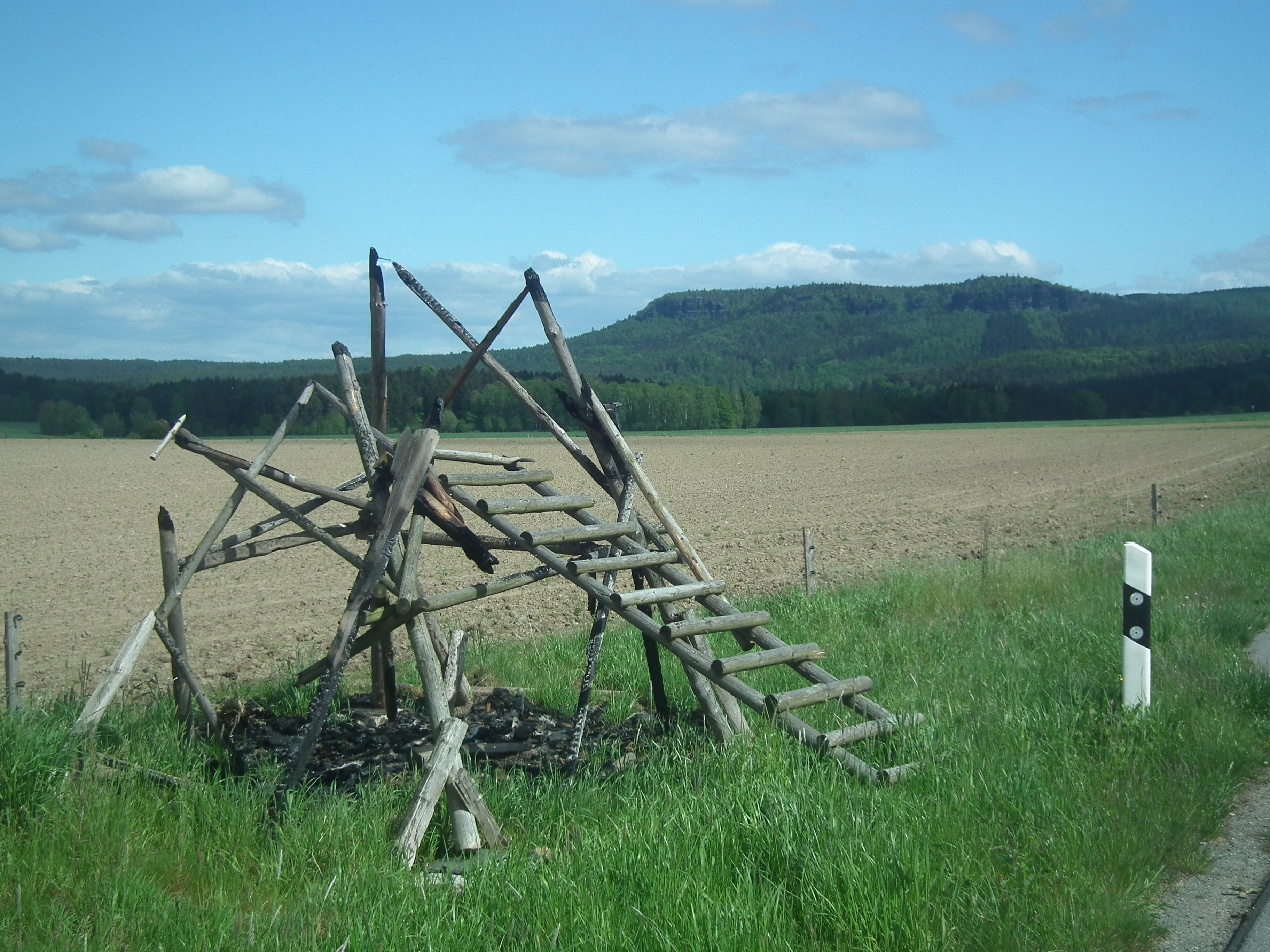
Abgebrannter Hochsitz

Jagdeinrichtungen, insbesondere dauerhaft im Revier verbleibende, wie ortsfeste Ansitzeinrichtungen, sind ein Ziel von Vandalismus, teils ohne besonderen Grund oder Bezug zur Jagd, teils in gezielten Aktionen von Jagdgegnern. Das Umreißen, Umsägen oder sonstiges Unbrauchbarmachen von Ansitzeinrichtungen stellt eine Sachbeschädigung dar. Zahlen über die Häufigkeit solcher Taten sind nicht bekannt. Die Frage der ethischen Rechtfertigung von straf- und privatrechtlich relevanten Aktionen wird innerhalb der Tierrechtsbewegung kontrovers diskutiert. Während sich die Aufklärung oftmals schwierig gestaltet, kommt es, etwa durch den Einsatz von Fotofallen und die Zusammenarbeit mit der Öffentlichkeit, auch immer wieder zu polizeilichen Ermittlungserfolgen.

## Recht

### Deutschland

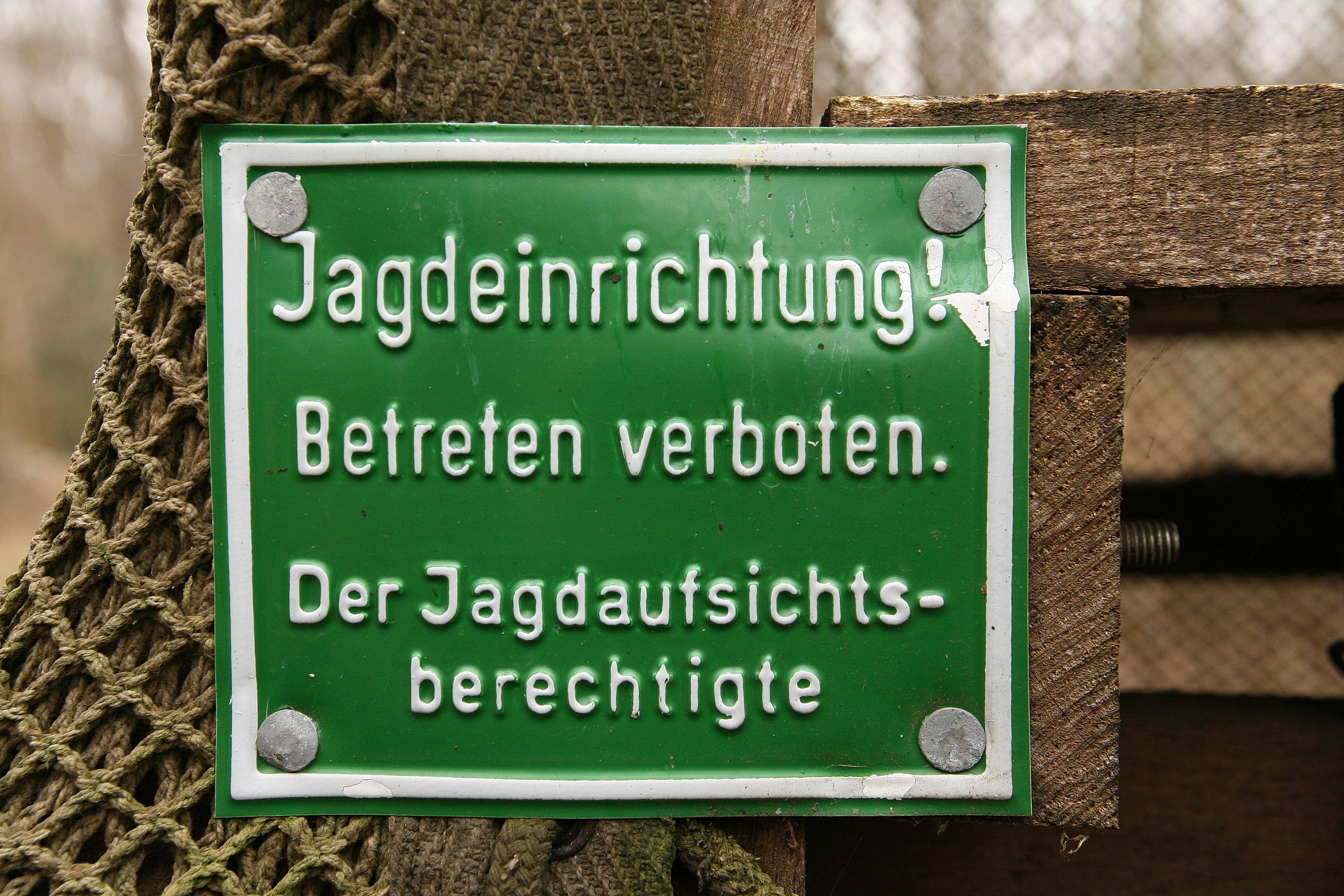
Warnhinweis vor unbefugter Nutzung an einem Hochsitz

Unbefugten, die nicht die Erlaubnis des Eigentümers eingeholt haben, ist das Betreten und Benutzen von Ansitzeinrichtungen in Deutschland oftmals landesrechtlich explizit verboten. Dabei ist es unerheblich, ob der Hochsitz abgeschlossen oder gegen Besteigung gesichert ist.
Bau- und Jagdrecht legen je nach Bundesland verschiedene Anforderungen an Ansitzeinrichtungen fest, die Verkehrssicherheit sowie dem Landschaftsbild verträgliche Materialien und Bauweise gewährleisten sollen. Kanzeln, die mit Heizung, elektrischem Licht sowie einer Übernachtungsmöglichkeit ausgerüstet sind („Schlafkanzeln“), stellen bereits einen Grenzfall dar. Die Unfallverhütungsvorschriften (UVV Jagd) der landwirtschaftlichen Berufsgenossenschaft sind zu beachten.